# Tržišče (Rogaška Slatina, Slovenija)
Tržišče je naselje u slovenskoj Općini Rogaškoj Slatini. Tržišče se nalazi u pokrajini Štajerskoj i statističkoj regiji Savinjskoj. 

## Stanovništvo
Prema popisu stanovništva iz 2002. godine naselje je imalo 172 stanovnika.